# Communist Party USA
De Communist Party USA, officieel de Communist Party of the United States of America (CPUSA, Communistische Partij van de Verenigde Staten), is een Amerikaanse communistische politieke partij. Ze werd opgericht in 1919 en nam snel de rol van de Socialist Party of America over als leidende linkse partij in de Verenigde Staten. Ze was invloedrijk in de vakbeweging en linkse politiek in de jaren 1920 tot 40. Nadien verloor ze veel aanhangers en nam haar betekenis voor Amerikaans links af. Als een van de weinige bleef CPUSA de Sovjet-Unie steunen. Tot in de jaren 80 droeg CPUSA kandidaten voor in Amerikaanse presidentsverkiezingen. De organisatie is nog actief en telt 15.000 leden.

## Geschiedenis

### Oprichting
De Communist Party USA ontstond tussen 1919 en 1921 uit de Socialist Party of America, op een kantelmoment in de socialistische arbeidersbeweging, waarin er over de hele wereld communistische partijen werden opgericht.
De eerste door het marxisme geïnspireerde socialistische partij in de Verenigde Staten was de Workingmen's Party of the United States, die in 1876 werd opgericht. In de jaren 80 nam die de naam Socialist Labor Party (SLP) aan. Vanaf 1890 breidde Daniel De Leon, hoofdredacteur van de Engelstalige partijkrant The Weekly People, de partij uit buiten haar voornamelijk Duitstalige kern. De radicale De Leon was echter een polariserend figuur en in 1899 kwam het tot een breuk. De meer gematigde hervormingsgezinden verlieten de partij. Zij bundelden krachten met de Social Democratic Party of America van Eugene Debs en Victor Berger en richtten in 1901 de Socialist Party of America (SP, SPA) op, die de nieuwe dominante speler op links werd.
Wereldwijd bleef de afstand tussen revolutionairen en hervormingsgezinden groeien in de arbeidersbeweging. Het uitbreken van de Eerste Wereldoorlog verdeelde hen. Hoewel socialisten zich voor de oorlog internationalistisch en antimilitarisch hadden opgesteld, kozen veel delegaties ervoor zich achter de oorlogsinspanningen van hun natiestaten te scharen. Lenin veroordeelde de hervormingsgezinde rechtervleugel die de oorlog omarmde én de centristen die een zeker pacifisme voorstonden. Hij organiseerde de revolutionaire socialisten die zich actief wilden verzetten tegen de oorlog en legde daarbij de basis voor een communistische beweging. De Russische Revolutie bezegelde die breuk. De bevolking had er tsaar Nicolaas doen aftreden in de Februarirevolutie van 1917 en bij de Oktoberrevolutie werd de voorlopige regering afgezet en verwierven de Bolsjewieken van Lenin de macht. Na het bloedvergieten van de oorlog leek het alsof er overal ter wereld revolutie kon uitbreken, en met mogelijk succes. Om zulke revoluties aan te wakkeren, richtten de Bolsjewieken in 1919 de Derde of Communistische Internationale (Comintern) op.
In de Amerikaanse SP had zich in de tussentijd opnieuw een linkervleugel ontwikkeld, tot ongenoegen van de gematigde partijtop. De linkervleugel wilde in 1919 een meerderheid halen bij interne verkiezingen. Dat lukte, maar de top wees de resultaten af. Verschillende personen en afdelingen werd uit de partij gezet. Daarop riep de linkervleugel een congres bijeen in juni 1919, waarop ze plannen smeedde om de partij van binnenuit over te nemen. Verschillende radicale afdelingen en figuren als C. E. Ruthenberg kozen ervoor om toch niet mee te werken aan die plannen, maar om een eigen partij op te richten. De partijtop riep op zijn beurt een noodcongres bijeen op 30 augustus in Chicago. Toen de politie er binnenviel, werd het congres stopgezet, maar linkse militanten rond Alfred Wagenknecht richtten diezelfde dag nog de Communist Labor Party (CLP) op. De groepering rond Ruthenberg hield dan weer congres op 1 september, ook in Chicago, waar zij de Communist Party of America ('oude' CPA) stichtten. Zo ontstonden twee communistische partijen en verloor de SP een groot deel van haar actieve leden.
De Communistische Internationale was niet gelukkig met het bestaan van twee communistische partijen en riep ze in januari 1920 op om samen te gaan onder de naam United Communist Party. Samen telden de twee partijen zo'n 12.000 leden. Bij CPA nam partijleider Ruthenberg ontslag om aan die fusie te werken. Ruthenberg nam een minderheid van de leden maar het leeuwendeel van de partijmiddelen met zich mee. De CPA bleef echter bestaan, nu geleid door Nicholas I. Hourwich en Alexander Bittelman. Eind mei 1920 kwamen de groep rond Ruthenberg en de CLP rond Wagenknecht overeen om te fuseren tot de United Communist Party (UCP), zoals gevraagd door de Comintern. Wagenknecht en Ruthenberg namen de leiding hiervan waar. Uiteindelijk zou ook de CPA, na een tweede, dwingender schrijven van de Comintern, zich bij de UCP voegen. Tijdens het eenheidscongres van 15 tot en met 28 mei 1921 in Woodstock (New York) werd de Communist Party of America ('nieuwe' CPA) boven de doopvont gehouden.
De periode waarin de communistische partij tot stand kwam werd gekenmerkt door sterk anticommunisme en wordt ook wel de 'eerste rode schrik' genoemd. De Verenigde Staten waren tijdens de Eerste Wereldoorlog in de ban van extreem nationalisme; bovendien heerste de schrik dat de Russische Revolutie zou overwaaien. Bomaanslagen door anarchisten voedden de hysterie. De staat zag in de vakbonden en politiek links een dreiging en begon radicale organisaties te vervolgen. Zo bestelde het ministerie van Justitie onder procureur-generaal A. Mitchell Palmer in 1919 en 1920 honderden invallen, waarbij meer dan 10.000 socialisten, anarchisten en communisten gearresteerd werden. De repressie dwong de communistische partij om zich van in het begin clandestien te organiseren.

## Partijvoorzitters

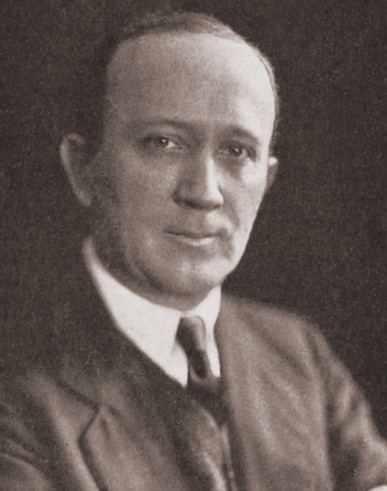
Syndicalist William Z. Foster leidde de partij van 1929 tot 1934 en opnieuw van 1945 tot 1957.

| Periode      | Partijleider      | Functie               |
| ------------ | ----------------- | --------------------- |
|              |                   |                       |
| 1922 – 1923  | Abram Jakira      | Uitvoerend secretaris |
|              |                   |                       |
| 1929 – 1934  | William Z. Foster | Partijvoorzitter      |
| 1934 – 1945  | Earl Browder      | Partijvoorzitter      |
| 1945 – 1957  | William Z. Foster | Partijvoorzitter      |
| 1945 – 1957  | Eugene Dennis     | Algemeen secretaris   |
| 1959 – 2000  | Gus Hall          | Voorzitter            |
| 2000 – 2014  | Sam Webb          | Voorzitter            |
| 2014 – 2019  | John Bachtell     | Voorzitter            |
| 2019 – heden | Rosana Cambron    | Covoorzitter          |
| 2019 – heden | Joe Sims          | Covoorzitter          |

## Presidentsverkiezingen
| Jaar | President                                | Vice-president                         | Stemmen         |
| ---- | ---------------------------------------- | -------------------------------------- | --------------- |
| 1924 | William Z. Foster                        | Benjamin Gitlow                        | 38.669 (0,13%)  |
| 1928 | William Z. Foster                        | Benjamin Gitlow                        | 48.551 (0,13%)  |
| 1932 | William Z. Foster                        | James W. Ford                          | 103.307 (0,26%) |
| 1936 | Earl Browder                             | James W. Ford                          | 79.315 (0,17%)  |
| 1940 | Earl Browder                             | James W. Ford                          | 48.557 (0,10%)  |
| 1948 | Geen kandidaat, steunde Henry Wallace    | Geen kandidaat, steunde Glen H. Taylor |                 |
| 1952 | Geen kandidaat, steunde Vincent Hallinan | Geen kandidaat, steunde Charlotta Bass |                 |
| 1968 | Charlene Mitchell                        | Michael Zagarell                       | 1.077 (0,00%)   |
| 1972 | Gus Hall                                 | Jarvis Tyner                           | 25.597 (0,03%)  |
| 1976 | Gus Hall                                 | Jarvis Tyner                           | 58.709 (0,07%)  |
| 1980 | Gus Hall                                 | Angela Davis                           | 44.933 (0,05%)  |
| 1984 | Gus Hall                                 | Angela Davis                           | 36.386 (0,04%)  |

## Bekende (ex-)leden
- Earl Browder
- Angela Davis
- Hugh De Lacy
- Elizabeth Gurley Flynn
- James W. Ford
- William Z. Foster
- Gus Hall
- Richard Wright